# Эрет, Кристофер
Кри́стофер Э́рет (англ. Christopher Ehret; 27 июля 1941 — 25 марта 2025, Таузанд-Окс, Калифорния) — американский историк-африканист и лингвист. Специализировался в истории Африки, религиях народов Африки, исторической лингвистике, известен своими исследованиями по корреляции лингвистических реконструкций с археологическими данными. Профессор Калифорнийского университета в Лос-Анджелесе.
Исторические книги Эрета посвящены ранней истории Африки. В книге «Классическая эпоха Африки» он обозначает термином «классическая эпоха» период 1000 г. до н. э. — 400 г. н. э. в Восточной Африке, когда оформились многие важные технологии и социальные структуры. В книге «Цивилизации Африки: история до 1800 года» дан обзорный анализ всей африканской истории от конца последнего ледникового периода и до конца XVIII века. В сотрудничестве с археологом Мерриком Познанским (Merrick Posnansky) он также был редактором труда «Археологическая и лингвистическая реконструкция африканской истории», в то время — фундаментальное для африканистики исследование по корреляции лингвистических и археологических данных по различным регионам континента.
Среди его лингвистических книг:
- «Сравнительная реконструкция прото-нило-сахарского языка»[5];
- «Реконструкция протоафразийского языка»[6] — в этой книге он полемизирует с А. Ю. Милитарёвым;
- Историческая реконструкция южнокушитской фонологии и словаря[7].

Он также написал статьи-монографии по субклассификации языков банту, об исторических реконструкциях семитских, протокушитского и прото-восточнокушитского языков, а также (в соавторстве с Мохамедом Нуухом Али) о классификации сомалийских языков.
В последние годы Эрет начал исследования в нескольких новых направлениях. Одним из них стала реконструкция истории и эволюции ранних человеческих систем родства. Второй областью стало применение методов исторической реконструкции лингвистических данных в антропологии и в мировой истории. Он также сотрудничал с генетиками в поисках корреляции лингвистических данных с генетическими и занимался разработкой математических методов датирования лингвистической истории (глоттохронологии).
Умер 25 марта 2025 года в возрасте 83 лет.